# Paul Mazursky
Paul Mazursky, né Irwin Lawrence Mazursky, le 25 avril 1930 à New York, dans l'État de New York, aux États-Unis, et mort le 30 juin 2014 à Los Angeles, en Californie, aux États-Unis, est un réalisateur et acteur américain.
Il signe en 1986, un remake de Boudu sauvé des eaux avec Le Clochard de Beverly Hills.

## Biographie

### Débuts
Paul Mazurksy est né le 25 avril 1930 à New York, dans l'État de New York, aux États-Unis.

### Mort
Il meurt le 30 juin 2014 à Los Angeles, en Californie, aux États-Unis à l'âge de 84 ans.

## Filmographie partielle

### Comme réalisateur
- 1969 : Bob et Carole et Ted et Alice (Bob and Carol and Ted and Alice)
- 1970 : Alex in Wonderland
- 1973 : Les Choses de l'amour (Blume in love)
- 1974 : Harry et Tonto (Harry and Tonto)
- 1976 : Next Stop, Greenwich Village
- 1978 : Une femme libre (An Unmarried Woman)
- 1980 : Willie et Phil (Willie and Phil)
- 1982 : Tempête (Tempest)
- 1984 : Moscou à New York (Moscow on the Hudson)
- 1986 : Le Clochard de Beverly Hills (Down and out in Beverly Hills)
- 1988 : Pleine Lune sur Parador (Moon over Parador)
- 1989 : Ennemies, une histoire d'amour (Enemies: A Love Story)
- 1991 : Scènes de ménage dans un centre commercial (Scenes from a Mall)
- 1993 : The Pickle
- 1996 : Ma femme me tue (Faithful)
- 1998 : Winchell (en)
- 2003 : Le Chemin d'une vie (en) (Coast to Coast)
- 2006 : Yippee (en)

### Comme acteur
- 1953 : Fear and Desire, de Stanley Kubrick
- 1955 : Graine de violence (Blackboard Jungle), de Richard Brooks
- 1962 : La Quatrième Dimension (Série TV) : épisode Le cadeau (saison 3, épisode 32) : L'officier
- 1969 : Bob et Carole et Ted et Alice (Bob and Carol and Ted and Alice), de Paul Mazursky
- 1985 : Série noire pour une nuit blanche (Into the night), de John Landis
- 1988 : Le Mot de la fin (Punchline), de David Seltzer : Arnold
- 1991 : Scènes de ménage dans un centre commercial (Scenes from a Mall), de Paul Mazursky
- 1994 : L'Impasse (Carlito's Way), de Brian De Palma
- 1994 : Rendez-vous avec le destin (Love affair), de Glenn Gordon Caron
- 1996 : Ma femme me tue (Faithful), de Paul Mazursky
- 1996 : Deux jours à Los Angeles (Two Days in the Valley), de  John Herzfeld : Teddy Peppers
- 1997 : Touch de Paul Schrader : Artie
- 2006 : I Want Someone to Eat Cheese With de Jeff Garlin : Charlie Perlman